# Jugoslawische Eishockeyliga 1982/83
Die Saison 1982/83 war die 41. Spielzeit der jugoslawischen Eishockeyliga, der höchsten jugoslawischen Eishockeyspielklasse. Meister wurde zum insgesamt zwölften Mal in der Vereinsgeschichte der HK Olimpija Ljubljana.

## Modus
In der Hauptrunde absolvierte jede der sieben Mannschaften insgesamt zwölf Spiele. Die vier bestplatzierten Mannschaften der Hauptrunde qualifizierten sich für die Finalrunde, deren beiden Erstplatzierten sich wiederum für das Meisterschaftsfinale qualifizierten. Die übrigen drei Hauptrunden-Mannschaften bestritten eine Platzierungsrunde um Platz 5. Gemäß ihrer Hauptrundenplatzierung erhielten die Mannschaften für die zweite Saisonphase zwischen einem und vier Bonuspunkten. Für einen Sieg erhielt jede Mannschaft zwei Punkte, bei einem Unentschieden gab es einen Punkt und bei einer Niederlage null Punkte.

## Hauptrunde

### Tabelle
|    | Klub                   | Sp | T   | GT  | Punkte |
| -- | ---------------------- | -- | --- | --- | ------ |
| 1. | HK Olimpija Ljubljana  | 12 | 99  | 17  | 20     |
| 2. | HK Jesenice            | 12 | 143 | 34  | 20     |
| 3. | KHL Medveščak Zagreb   | 12 | 59  | 32  | 15     |
| 4. | HK Celje               | 12 | 52  | 34  | 14     |
| 5. | HK Roter Stern Belgrad | 12 | 59  | 60  | 11     |
| 6. | HK Partizan Belgrad    | 12 | 32  | 115 | 4      |
| 7. | HK Vojvodina Novi Sad  | 12 | 18  | 170 | 0      |

Sp = Spiele, S = Siege, U = Unentschieden, N = Niederlagen

## Zweite Saisonphase

### Platzierungsrunde um Platz 5
|    | Klub                   | Sp | T  | GT | Punkte (Bonus) |
| -- | ---------------------- | -- | -- | -- | -------------- |
| 5. | HK Roter Stern Belgrad | 4  | 39 | 12 | 9(3)           |
| 6. | HK Partizan Belgrad    | 4  | 24 | 27 | 6(2)           |
| 7. | HK Vojvodina Novi Sad  | 4  | 13 | 37 | 3(1)           |

Sp = Spiele, S = Siege, U = Unentschieden, N = Niederlagen

### Finalrunde
|    | Klub                  | Sp | T  | GT | Punkte (Bonus) |
| -- | --------------------- | -- | -- | -- | -------------- |
| 1. | HK Olimpija Ljubljana | 6  | 47 | 15 | 14(4)          |
| 2. | HK Jesenice           | 6  | 38 | 15 | 13(3)          |
| 3. | KHL Medveščak Zagreb  | 6  | 13 | 48 | 4(2)           |
| 4. | HK Celje              | 6  | 15 | 35 | 1(1)           |

Sp = Spiele, S = Siege, U = Unentschieden, N = Niederlagen

#### Meisterschaftsfinale
- HK Olimpija Ljubljana – HK Jesenice 2:1 (4:5, 8:5, 9:3)